# ORP Wigry (1992)
ORP Wigry (644) – polski trałowiec zbudowany na bazie projektu 207M (typu Mamry) w Stoczni Marynarki Wojennej w Gdyni na początku lat 90. Wodowanie okrętu odbyło się 29 listopada 1992 roku, a uroczyste podniesienie Bandery MW RP odbyło się w porcie wojennym Hel 14 maja 1993 roku. Matką chrzestną okrętu była Maria Buczma. Okręt wielokrotnie uczestniczył w ćwiczeniach międzynarodowych oraz operacjach wynikających z potrzeb codziennej służby.

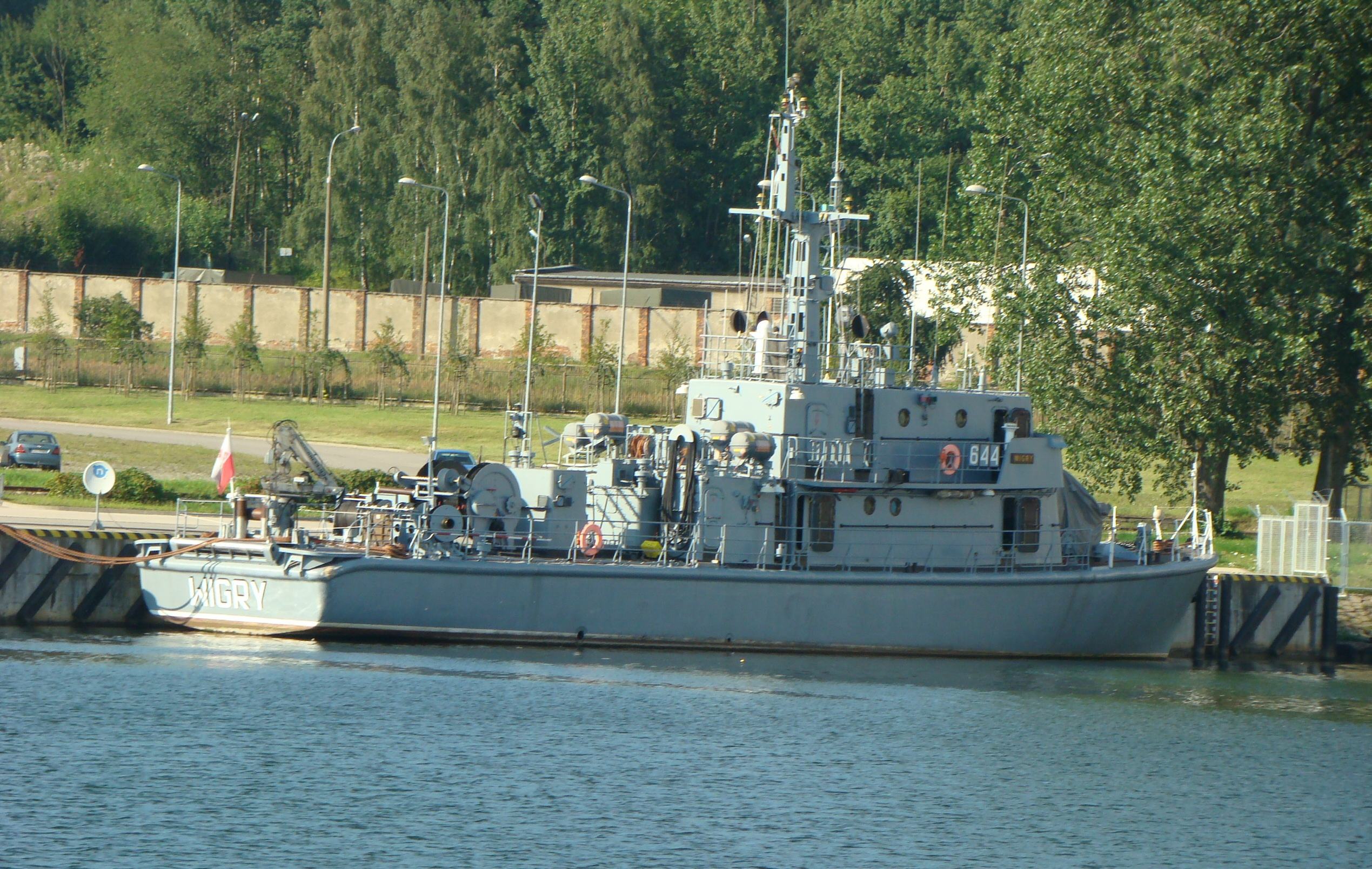
ORP „Wigry” w Porcie Wojennym Gdynia w 2017 roku

13 lutego 2017 roku Komenda Portu Wojennego Gdynia poinformowała o podpisaniu umowy z Ośrodkiem Badawczo-Rozwojowym Centrum Techniki Morskiej S.A. z Gdyni na naprawę główną stacji hydrolokacyjnej SHL-100AM o wartości 1,4 mln złotych.

## Projekt i budowa
W połowie lat 60. XX wieku Polska Marynarka Wojenna znacznie rozbudowywała siły przeciwminowe, które liczyły 56 okrętów 5 typów, w tym dwa typu kutrów trałowych. Wraz z końcem lat 60. w Dowództwie Marynarki Wojennej (DMW) zrodziła się koncepcja budowy nowego typu trałowca redowego. W tym celu podjęto i przeprowadzono wiele analiz technicznych tak, że w 1968 roku opracowano wstępne wymagania taktyczno-techniczne nowych okrętów, których kadłuby miały być drewniane. Wkrótce jednak zarzucono tę koncepcję i rozpoczęto szereg prac naukowo-badawczych z zakresu konstrukcji i technologii okrętów z laminatów poliestrowo-szklanych (LPS), wyposażenia trałowego, czy też minimalizacji pól fizycznych. Na początku 1970 roku w Biurze Projektowo-Konstrukcyjnym Stoczni Północnej im. Bohaterów Westerplatte w Gdańsku, rozpoczęto prace projektowe nad nową jednostką małomagnetycznego trałowca redowego. Rolę głównego konstruktora sprawował mgr inż. Roman Kraszewski, którego później zastąpił mgr inż. Janusz Jasiński. Z ramienia Szefostwa Budowy Okrętów DMW nadzór sprawował kmdr Kazimierz Perzanowski. W tym samym roku ukończono analizę taktyczno-techniczno-ekonomiczną okrętu, który otrzymał numer projektowy 207 i jawny kryptonim Indyk.
Jednostka prototypowa, nosząca oznaczenie typ 207D ORP „Gopło”, została zwodowana 16 kwietnia 1981 w Stoczni Marynarki Wojennej w Gdyni. ORP Wigry był drugą, ulepszoną w stosunku do projektu 207P jednostką z serii 207M (typu Mamry), zwodowano go 29 listopada 1992 roku w Stoczni Marynarki Wojennej w Gdyni.

## Charakterystyka okrętu
ORP „Wigry” to jednostka małomagnetyczna przeznaczona do poszukiwania i niszczenia min kontaktowych i niekontaktowych postawionym na głębokości 5–20 m. Napęd stanowią 2 silniki wysokoprężne o mocy 1000 koni mechanicznych każdy, napędzające 2 przekładnie redukcyjne nawrotne, 2 śruby o stałym skoku pracujące w dyszach Korta. Załoga liczy 30 osób, w tym 5 oficerów. Trałowce projektu 207M stanowią zmodernizowaną wersję okrętów 207P (typu Gardno). Zastosowano na nich nowszej generacji wyposażenie hydrolokacyjne, trałowe i artyleryjskie. Ograniczenie pola magnetycznego osiągnięto głównie dzięki zastosowaniu w konstrukcji kadłuba i pokładówki laminatu poliestrowo-szklanego. Sonar znajduje się w opływce pod kadłubem.

## Służba
Do służby w Marynarce Wojennej przyjęto go 14 maja 1993 roku. ORP „Wigry” wszedł do składu 13 Dywizjonu Trałowców 8 Flotylli Obrony Wybrzeża w Świnoujściu (początkowo należącego do 9 Flotylli Obrony Wybrzeża).
W 1998 roku okręt wziął udział w krajowych ćwiczeniach REKIN 98. W dniach 7-17 czerwca 1999 jednostka wzięła udział w międzynarodowych ćwiczeniach BALTOPS 99, wraz z trałowcami ORP Resko, ORP Sarbsko, ORP Drużno, ORP Mamry i ORP Śniardwy. W dniach 6-7 lipca 2000 jednostka reprezentowała Marynarkę wojenną w polsko-niemieckich ćwiczeniach sił przeciwminowych, wraz z: niszczycielem min ORP Czajka, trałowcem ORP Gopło,okrętem ratowniczym ORP Gniewko i zbiornikowcem Z-8.
W miesiącach październik-listopad 2001 wraz z niszczycielami min ORP Czajka, ORP Flaming oraz trałowcami ORP Śniardwy, ORP Mielno, ORP Resko i ORP Drużno w sprawdzeniu wód poligonu pomiędzy Ustką a Wickiem Morskim.
5-20 czerwca 2003 roku w międzynarodowych ćwiczeniach BALTOPS 03, wraz z: trałowcem ORP Śniardwy, fregatą ORP Gen. T. Kościuszko, okrętem podwodnym ORP Sęp i okrętem transportowo-minowym ORP Gniezno. W marcu 2004 roku wraz z trałowcami ORP Śniardwy i ORP Wdzydze oraz śmigłowcem ratowniczym Mi-14PS w akcji poszukiwania pilota samolotu Su-22 (w ostateczności pilot został uratowany przez załogę śmigłowca).
W dniach 14-17 listopada 2005 roku jednostka uczestniczyła w międzynarodowych ćwiczeniach POLISH PASSEX, wraz z niszczycielami min ORP Flaming, ORP Mewa, trałowcem ORP Gopło oraz z goszczącym w Gdyni zespołem SNMCMG 1.
W czerwcu 2007 roku ORP Wigry brały udział w międzynarodowych ćwiczeniach BALTOPS 07, wraz z ORP Śniardwy, okrętem podwodnym ORP Kondor i dwoma śmigłowcami Mi-14PŁ. We wrześniu 2008 roku okręt uczestniczył w krajowych manewrach Anakonda 08.
19 marca 2015 roku w brał udział w asystowaniu niszczycielowi min ORP Flaming podczas operacji podniesienia a następnie zniszczenia niemieckiej miny (blisko tona ładunku wybuchowego), która zalegała w mule w odległości 10 metrów od falochronu Portu Gdynia. W dniach 5-21 czerwca 2015 okręt reprezentował Polską banderę wojenną w międzynarodowych ćwiczeniach BALTOPS 15, wraz z: trałowcami ORP Mamry, ORP Resko, ORP Bukowo i ORP Dąbie, okrętem podwodnym ORP Kondor, okrętami transportowo-minowymi OORP Gniezno, Lublin i niszczycielem min ORP Mewa, który w tym czasie był w składzie zespołu SNMCMG.
W sierpniu 2024 roku zawarto umowę na remont trałowca w PGZ Stoczni Wojennej w Gdyni połączony z modernizacją obejmującą wymianę silników, przekładni, elektrowni okrętowej, automatyki i systemów nawigacji i łączności.

## Dowódcy
Kolejnymi dowódcami okrętu byli:
- por. mar. Piotr Smolarski
- por. mar. Włodzimierz Kułagin
- kpt. mar. Jarosław Przybyła
- kpt. mar. Dariusz Kozłowski
- por. mar. Marian Knaś
- kpt. mar. Bartosz Brol
- kpt. mar. Michał Narłowski